# 2008年夏季奥林匹克运动会秘鲁代表团
2008年夏季奥林匹克运动会秘魯代表团会参加2008年8月8日至24日在中国北京主办的第29届夏季奥运。代表团包括12位参赛者，分別參與8個項目。

## 羽毛球
- 克劳迪亚·里韦罗·莫登斯（女單）

## 擊劍
- Maria Luisa Doig（女子個人重劍）

## 柔道
- Carlos Zegarra（男子100公斤級以上）

## 帆船
- Paloma Schmidt

## 射擊
- Marco Matellini（男子飛靶）

## 跆拳道
- Peter Lopez Santos（男子68公斤級）

## 摔跤
- Sixto Barrera（男子古典式74公斤級）